# Sąd najwyższy (serial telewizyjny)
Sąd najwyższy (First Monday, 2002) – amerykański serial telewizyjny nadawany przez stację CBS od 15 stycznia 2002 roku do 3 maja 2002 roku. Jest to serial twórcy serialu "JAG - Wojskowe Biuro Śledcze" i "Agenci NCIS" czyli Donalda P. Bellisario.

## Główne postacie
- Justice Joseph Novelli (Joe Mantegna) który został nowo mianowany na współpracownika Sądu Najwyższego w Stanach Zjednoczonych.
- Chief Justice Thomas Brankin (James Garner) wielki fan futbolu, konserwatywny Minister Sprawiedliwości w Stanach Zjednoczonych.
- Justice Henry Hoskins (Charles Durning) był najlepszym przyjacielem Brankina i konserwatywnym sędzią, który bywał nerwowy podczas rozmów.
- Miguel Mora (Randy Vasquez) to konserwatywny Novelli.
- Ellie Pearson (Hedy Burress) to liberalny urzędnik Novelli.
- Jerry Klein (Christopher Wiehl) to Novelli's umiarkowany urzędnik.
- Julian Lodge (Joe Flanigan) to urzędnik prawa Brankin.